# 日新舍

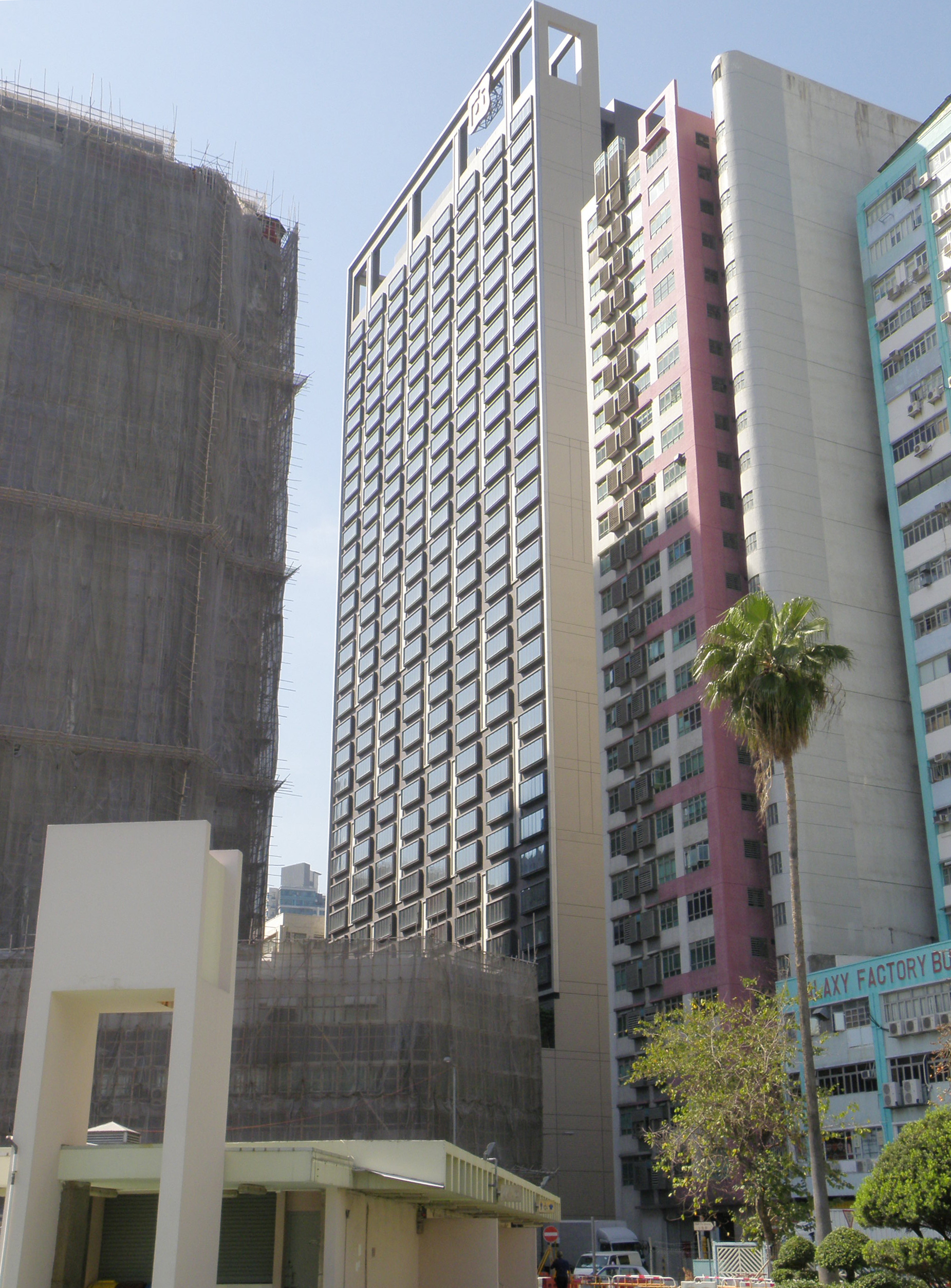
日新舍（中）

日新舍（英語：Sunny House），前稱香港九龍貝爾特酒店（英語：Penta Hotel Hong Kong Kowloon），位於香港九龍東新蒲崗六合街19號，是宏安地產旗下的酒店，曾經是新世界發展旗下的酒店，亦曾經是新世界發展的九龍東唯一酒店，亦是貝爾特酒店品牌於香港的首個項目。酒店由協興建築建造，於2013年8月開業，楼高32层，走型格時尚路線，合共提供約695間客房。
在2020年新型肺炎疫情初期，酒店為醫管局前線醫護提供免費住宿，到2021年3月起成為政府指定檢疫酒店。而2022年爆發第五波疫情嚴峻時期，酒店亦借出房間作為社區隔離設施。
2022年12月29日，宏安地產伙拍美國私募基金AG，共斥20億元收購新世界發展旗下位於新蒲崗六合街香港九龍貝爾特酒店 ，前者佔35%，後者佔65%權益，酒店佔地約23,800方呎，設約690間客房，以約20億元計，每間房間平均價約290萬元。一度在2023年2月15日結束營業，但在2024年重開。

## 外部連結
- 官方网站